# 교장총록
《신편제종교장총록》(新編諸宗敎藏總錄)은 고려의 승려인 의천(義天, 1055~1101)이 선종(宣宗) 7년(1090년)에 편찬한 불교 장소(章疏)의 목록을 수록한 책이다. 
인도 · 중국을 통하여 경(經) · 율(律) · 논(論) 삼장(三藏)의 정본(正本) 이외의 주석서인 장소(章疏)만을 수집하여 목록을 편찬한 것으로, 문종(文宗) 27년 '세자를 대신하여 교장을 결집하기를 발원하는 소'(大世子集敎藏發願疏)를 지은 이후 선종 7년(1090년) 8월까지 25년간 장구한 시간을 두고 고려 국내는 물론 송(宋) · 요(遼) · 일본(日本) 등지에까지 각지에 흩어져 있던 주석서를 최대한으로 수집한 것이다.

## 서지 사항
《신편제종교장총록》은 한국에는 실물이 전해지지 않고 일본에 3종의 고본(古本)이 전해지고 있는데, 필사본 2종은 각각 헤이안 시대 말기인 안겐(安元) 2년(1176년) 초본(鈔本)인 권자본 2축과 에도 시대인 쇼호(正保) 2년(1645년) 초본인 방책본(方冊本) 2책으로 모두 일본 교토(京都)의 고잔지(高山寺)에 소장되어 있고, 목판본 1종은 에도 시대인 겐로쿠(元祿) 6년(1693년)간본 1책은 오타니 대학(大谷大學)에 소장되어 있다. 
바깥 표제에는 신편제종교장총록(新編諸宗敎藏總錄)이라는 제목이 쓰여 있다. 각 권의 내제(內題)에 《해동유본현행록》(海東有本現行錄)이라 하였고, 약칭으로는 《의천목록》(義天目錄) 또는 《의천록》(義天錄)이라 하였다.
1936년 오야 도쿠조(大屋德城)가 안겐 초본을 원본의 크기로, 쇼호 초본을 축소하여 영인하고, 겐로쿠 간본을 일부 축소 영인하여 수록하고, 3종의 고본에 대한 해설을 붙여 교토의 헨리도(便利堂)에서 간행함으로써 국내에도 알려지게 되었다. 
《다이쇼신수대장경》 55책과 《대일본불교전서》 1책의 수록본은 겐로쿠 간본을 저본으로 안겐 초본을 대조한 것이며, 《한국불교전서》 수록본은 오야 도쿠조의 영인본을 저본으로 하여 안겐 초본과 겐로쿠 간본을 대조한 것이다.

## 내용
《신편제종교장총록》의 내용은 상 · 중 · 하의 3권으로 되었다. 상권은 경(經)의 장소 561부(部) 2,586권, 중권은 율(律)의 장소 142부 467권, 하권에는 논(論)의 장소(章疏) 307부 1,687권이 각각 수록되었으므로 모두 1,010부 4,740권이다.
한역 정장에 대한 제가의 장소들의 전래 여부를 알고자 할 때 누구나 한번은 참고하게 되는 주요한 자료이다. 기술은 경전의 이름을 통일서명으로 하여 그 아래에 장소의 이름을 권수와 함께 기재하고, 이어서 찬술자를 기록하였다. 배열은 경, 율, 논 3부로 구분하여 각 권에 수록하고 있다. 
내제에 '해동유본현행록'(海東有本見行錄)이라고 한 바와 같이 《신편제종교장총록》은 단순한 불전의 목록이 아니라 오로지 의천에 의해서 수집된 책들의 목록집이다. 의천은 19세 때인 문종(文宗) 27년(1073년) 당시의 세자(世子)를 대신하여 자신이 교장을 집대성하겠다고 발원한 소(疏)를 지었다. 
돌아보건대, 이 상목(桑木)의 구역은 평소에 축건(竺乾)의 교화를 우러렀는데, 경론은 갖추어졌으나 소초(疏鈔)는 부족하기만 합니다. 그래서 고금에 걸쳐 요, 송에 있는 백가(百家)의 과교(科敎)를 한 바구니에(一藏) 모아 유통시킴으로써 불일(佛日)을 더욱 빛나게 하여 삿된 그물의 매듭을 풀어 버리고, 상법(像法)을 다시 일으켜 국가를 널리 이롭게 함은 물론, 항사(恒沙)와 같은 세계의 군생(群生) 모두에게 금강의 선한 씨앗을 뿌리고, 다 함께 보현보살의 도를 배워 길이 노사나불의 이상향에서 노닐게 하고자 합니다.

이후 17년간 국내는 물론 송ㆍ요ㆍ일본 등에서 유행하던 장소들을 널리 수집하였고, 목록을 작성한 것이 《신편제종교장총록》이다. 서문에서 목록을 편성한 이유를 "일반 대장경(大藏經)의 목록은 《개원석교록》(開元釋敎錄) 같은 완전한 것이 있어 그 유전에 불안이 없으나, 경전의 소초류(疏抄類)는 없어질까 염려하여 목록을 작성한 것이다"라고 하였다.
의천은 신라 고승의 연구 저술 400여 권을 비롯하여 정장(正藏)에 대한 고금의 연구, 주석서를 송과 거란, 일본 등지에서 광범위하게 수집하고 1,010부 4,857권에 달하는 방대한 양의 장소목록인 《신편제종교장총록》(전3권)을 편성하였다. 그리고 흥왕사에 교장도감(敎藏都監)을 설치하고 이 목록에 입각하여 속장(續藏), 즉 초조대장경을 간행, 유포하게 된다.
동양 불교의 여러 종파에서 표방하고 있는 교리 해석상의 분류법을 두루 종합하여 논리적이고도 합리적인 새로운 분류 체계를 갖춘 목록이라는 점에서 그 중요한 의의가 있다.

## 참고 문헌
- 이 문서에는 다음커뮤니케이션(현 카카오)에서 GFDL 또는 CC-SA 라이선스로 배포한 글로벌 세계대백과사전의 내용을 기초로 작성된 글이 포함되어 있습니다.